# Bunker Hill (Illinois)
Bunker Hill es una ciudad ubicada en el condado de Macoupin en el estado estadounidense de Illinois. En el Censo de 2010 tenía una población de 1774 habitantes y una densidad poblacional de 532,62 personas por km².

## Geografía
Bunker Hill se encuentra ubicada en las coordenadas 39°2′29″N 89°57′4″O / 39.04139, -89.95111. Según la Oficina del Censo de los Estados Unidos, Bunker Hill tiene una superficie total de 3.33 km², de la cual 3.27 km² corresponden a tierra firme y (1.94%) 0.06 km² es agua.

## Demografía
Según el censo de 2010, había 1774 personas residiendo en Bunker Hill. La densidad de población era de 532,62 hab./km². De los 1774 habitantes, Bunker Hill estaba compuesto por el 96.9% blancos, el 1.69% eran afroamericanos, el 0.11% eran amerindios, el 0.17% eran asiáticos, el 0% eran isleños del Pacífico, el 0.23% eran de otras razas y el 0.9% pertenecían a dos o más razas. Del total de la población el 0.79% eran hispanos o latinos de cualquier raza.